# 12410 Donald Duck
12410 Donald Duck este o planetă minoră (asteroid), cu un diametru de 5,312 km, din centura de asteroizi. A fost descoperită pe 26 septembrie 1995 la osservatorio astronomico di Sormano⁠(d) de Piero Sicoli⁠(d) și a fost numită după Donald Duck. 
Obiectul prezintă o orbită caracterizată de o semiaxă mare de 2,4273964 UAi, o excentricitate de 0,16, o înclinație de 8,11949 ° în raport cu ecliptica.